# Daniil Čërnyj
Daniil Čërnyj in russo Даниил Чёрный? (1360 circa – 1430) è stato un pittore russo.
Insieme ad Andrej Rublëv e ad altri artisti minori realizzò icone e affreschi nella Cattedrale della Dormizione di Vladimir (1408) nonché nella cattedrale della Trinità del Troice-Sergieva Lavra di Sergiev Posad (anni '20 del XV secolo). Le icone realizzate per la Cattedrale dell'Assunzione sono oggi contenute nella Galleria Tret'jakov di Mosca e nel Museo russo di San Pietroburgo.